# Victoria Park (Brisbane)
Le Victoria Park, également connu le nom de Barrambin, est un parc situé dans les banlieues de Spring Hill (en) et de Herston (en) à Brisbane, en Australie.
Il a été ajouté au Registre patrimonial du Queensland en décembre 2007.
Le site était autrefois un terrain de golf, avant d'être reconverti en parc en juin 2021 dans le cadre de travaux de réaménagement.
Le Victoria Park devrait accueillir des épreuves des Jeux olympiques d'été de 2032 via une structure temporaire.